# Portia McGee
Portia McGee (nacida Portia Johnson, Seattle, 9 de marzo de 1979) es una deportista estadounidense que compitió en remo.
Ganó dos medallas en el Campeonato Mundial de Remo, en los años 2006 y 2007. Participó en los Juegos Olímpicos de Pekín 2008, ocupando el séptimo lugar en la prueba de dos sin timonel.

## Palmarés internacional
| Campeonato Mundial | Campeonato Mundial | Campeonato Mundial | Campeonato Mundial |
| Año                | Lugar              | Medalla            | Prueba             |
| ------------------ | ------------------ | ------------------ | ------------------ |
| 2006               | Eton (Reino Unido) | Medalla de bronce  | Cuatro sin timonel |
| 2007               | Múnich (Alemania)  | Medalla de oro     | Cuatro sin timonel |